# Каїка Валентина Михайлівна
Валентина Михайлівна Каїка (нар. 16 липня 1955, місто Прилуки, тепер Чернігівської області) — українська радянська діячка, комплектувальниця Прилуцької панчішної фабрики імені 8 Березня. Депутат Верховної Ради УРСР 10—11-го скликань.

## Біографія
Народилася в родині робітника. У 1972 році закінчила середню школу в місті Прилуках.
У 1972—1975 роках — учениця, контролер якості виробів Прилуцької панчішної фабрики імені 8 Березня Чернігівської області.
З 1975 року — комплектувальниця Прилуцької панчішної фабрики імені 8 Березня Чернігівської області.
Потім — на пенсії в місті Прилуки Чернігівської області.

## Нагороди
- орден «Знак Пошани»